# Ґанґьо
Ґанґьо́ (яп. 元慶 — ґанґьо, ґенкей, «джерело радості») — ненґо, девіз правління імператора Японії з 877 по 885 роки.

## Хронологія
- 3 рік (879) — складено «Справжні записи діянь японського імператора Бунтоку»;
- 8 рік (884) — інтронізація імператора Коко.

## Порівняльна таблиця
| Роки Ґанґьо             | 1    | 2    | 3    | 4    | 5    | 6      | 7    | 8    | 9    |
| Григоріанський календар | 877  | 878  | 879  | 880  | 881  | 882    | 883  | 884  | 885  |
| Китайський календар     | 丁酉 | 戊戌 | 己亥 | 庚子 | 辛丑 | 壬寅]] | 癸卯 | 甲辰 | 乙巳 |